# 伊維林·波波夫
伊維林·波波夫（1987年10月26日—）是一位保加利亞足球運動員，在場上的位置是二前鋒或側鋒。現效力於俄羅斯足球超級聯賽球隊PFC索契，曾效力莫斯科斯巴达克及羅斯托夫。也曾擔任保加利亞國家足球隊的隊長，於2019年所進行的2020年歐洲國家盃外圍賽擊敗捷克後宣布退出國家隊，生涯累計90場出賽、16顆進球。。